# Eesti Tipp Modell (seconda edizione)
La seconda edizione di "Eesti Tipp Modell" è andata in onda sul canale estone Kanal 2 dal 14 ottobre 2013 al 13 gennaio 2014 sotto la conduzione di Liisi Eesmaa, la quale figurava anche in veste di giurato e ha sostituito la precedente Kaja Wunder; la Eesmaa è stata affiancata in giuria da volti noti della tv e della moda estone come Toomas Volkmann ed Urmas Väljaots.
Novità di questa edizione, il numero delle concorrenti, sceso a 12, e la possibilità per la vincitrice, la diciottenne Sandra Ude da Tallinn, di firmare un contratto con la prestigiosa casa di moda "Elite Model Management", che ha lanciato alcune stelle della passerella come Alessandra Ambrosio, Tyra Banks, Naomi Campbell, Cindy Crawford, Linda Evangelista, Heidi Klum, Coco Rocha e Claudia Schiffer.

## Concorrenti
(L'età si riferisce al tempo della messa in onda)
In ordine di eliminazione
| Concorrente             | Età | Residenza | Altezza | Posizione                    |
| ----------------------- | --- | --------- | ------- | ---------------------------- |
| Egle Hindrikson         | 27  | Tartu     | 173 cm  | Eliminata nell'episodio 2    |
| Kelly Illak             | 27  | Tallinn   | 175 cm  | Eliminata nell'episodio 3    |
| Maria Raja              | 22  | Tartu     | 172 cm  | Eliminata nell'episodio 4    |
| Gerttu Pajusalu         | 17  | Laagri    | 166 cm  | Eliminata nell'episodio 5    |
| Grete Kinter            | 16  | Tartu     | 179 cm  | Eliminata nell'episodio 6    |
| Kristiina-Liisa Rätto   | 17  | Tartu     | 170 cm  | Eliminata nell'episodio 7    |
| Arina "Arni" Oštšepkova | 20  | Tallinn   | 167 cm  | Eliminata nell'episodio 10   |
| Kairi Eliaser           | 22  | Võru      | 166 cm  | Eliminata nell'episodio 11   |
| Olga Krõlov             | 25  | Tallinn   | 175 cm  | Eliminata nell'episodio 12   |
| Kristine Smirnova       | 26  | Valga     | 174 cm  | Seconda e terza classificata |
| Monika Hatto            | 17  | Rapla     | 178 cm  | Seconda e terza classificata |
| Sandra Ude              | 18  | Tallinn   | 178 cm  | Vincitrice                   |

## Riassunti

### Ordine di chiamata
| Order | Episodi      | Episodi      | Episodi      | Episodi      | Episodi      | Episodi      | Episodi      | Episodi  | Episodi  | Episodi  | Episodi  | Episodi  |
| Order | 1            | 2            | 3            | 4            | 5            | 6            | 7            | 9        | 10       | 11       | 12       | 14       |
| ----- | ------------ | ------------ | ------------ | ------------ | ------------ | ------------ | ------------ | -------- | -------- | -------- | -------- | -------- |
| 1     | Arni         | Sandra       | Gerttu       | Olga         | Kristine     | Kairi        | Monika       | Sandra   | Olga     | Kristine | Kristine | Sandra   |
| 2     | Egle         | Maria        | Kairi        | Kristine     | Arni         | Arni         | Arni         | Kristine | Monika   | Olga     | Sandra   | Kristine |
| 3     | Gerttu       | Kelly        | Monika       | Monika       | Olga         | Kristine     | Kairi        | Olga     | Kristine | Sandra   | Monika   | Monika   |
| 4     | Grete        | Arni         | Grete        | Sandra       | Kairi        | Olga         | Kristine     | Kairi    | Sandra   | Monika   | Olga     |          |
| 5     | Kairi        | Kristiina-L. | Kristiina-L. | Grete        | Monika       | Monika       | Sandra       | Arni     | Kairi    | Kairi    |          |          |
| 6     | Kelly        | Olga         | Arni         | Kairi        | Kristiina-L. | Sandra       | Olga         | Monika   | Arni     |          |          |          |
| 7     | Kristiina-L. | Monika       | Olga         | Gerttu       | Sandra       | Kristiina-L. | Kristiina-L. |          |          |          |          |          |
| 8     | Kristine     | Gerttu       | Kristine     | Arni         | Grete        | Grete        |              |          |          |          |          |          |
| 9     | Maria        | Grete        | Maria        | Kristiina-L. | Gerttu       |              |              |          |          |          |          |          |
| 10    | Monika       | Kristine     | Sandra       | Maria        |              |              |              |          |          |          |          |          |
| 11    | Olga         | Kairi        | Kelly        |              |              |              |              |          |          |          |          |          |
| 12    | Sandra       | Egle         |              |              |              |              |              |          |          |          |          |          |

     La concorrente è eliminata
     La concorrente viene eliminata ma resta in gara
     La concorrente ha vinto la gara
- Nel primo episodio, le 30 semi-finaliste sono state chiamate in ordine alfabetico, conoscendo una per una se fossero state tra le dodici finaliste o meno.
- L'episodio 8 non vede eliminazioni, soltanto una gara tra le concorrenti e un servizio fotografico
- Alla fine del nono episodio, Monika è colei che viene eliminata, ma i giudici decidono di darle una seconda opportunità
- L'episodio 13 è un riassunto dei precedenti

### Photoshoots
- Episodio 1: Scatti promozionali (Casting)
- Episodio 2: Scatti sulla spiaggia in bianco e nero
- Episodio 3: Beauty shoots in primo piano dopo il cambio look
- Episodio 4: Scatti su un trampolino
- Episodio 5: Servizio fotografico sott'acqua
- Episodio 6: Attrici di Hollywood
- Episodio 7: Emozioni/Servizio fotografico su un trampolino/Lolita versione rock
- Episodio 8: Scatti per catalogo "Halens"
- Episodio 9: Alta moda su trattori con un modello
- Episodio 10: Sport/Donne giovani contro donne anziane
- Episodio 11: Regine dei ghiacci/Streghe
- Episodio 12: Scatti con serpenti/Scatti con gelati
- Episodio 14: Copertina "Cosmopolitan"